# 風景写真

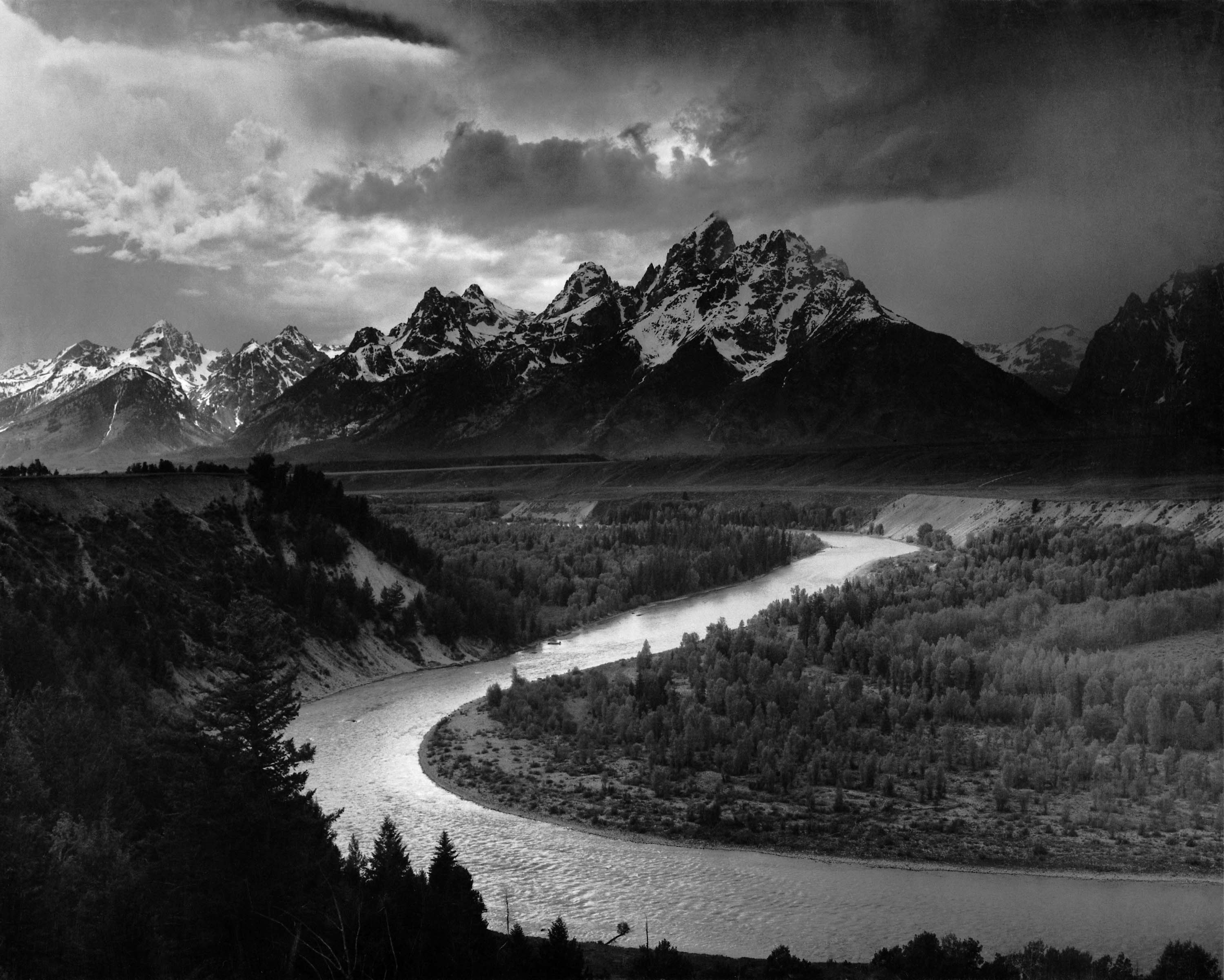
アンセル・アダムスによるスネーク川の風景写真。

風景写真（ふうけいしゃしん）とは、風景を撮影した写真作品のことである。ここでの「風景」とは、自然の風景のみならず、都市や建物などの人工的な構造物も含む。

## 概要
風景写真は、写真家がアウトドアライフスタイルの表現として、自然と親しむことや、人工的生活からの脱却を目指す側面がある。
都市を撮影した場合には都市写真、建物を撮影した場合には建築写真、自然の風景を撮影した場合には自然写真、自然の中でも山を撮影した場合には山岳写真といわれることがある。また、最近は、天体写真と風景写真の中間領域として「星景写真」という領域が現れている。鉄道写真の領域でも風景写真の点景として鉄道を写すものも多い。
自然を対象とした日本の風景写真は、日本画とピクトリアリスムが融合したところから始まっているといってもよい。戦前では､ソフト・フォーカスの、静寂に満ちた多くは暗めの日本の風景が撮影されている作品が見られる。
なお、風景写真は、土産ものの絵葉書にされることが多い。明治時代のいわゆる「横浜写真」などは、その最初期の例である。